# Kalle Kiiskinen
Pour les articles homonymes, voir Kiiskinen.
Kalle Kiiskinen (né le 6 septembre 1975 à Hyvinkää) est un curleur finlandais.

## Jeux olympiques
- Jeux olympiques d'hiver de 2006 à Turin  Italie:
  -  Médaille d'argent en Curling.